# Armat (pel·lícula)
Armat. La gran conspiració americana és una pel·lícula d'acció del 2018 escrita i dirigida per Mario Van Peebles. És protagonitzada per Van Peebles i William Fichtner. S'ha doblat al català.
La pel·lícula es va estrenar el 14 de setembre de 2018. La distribució dins dels Estats Units va anar a càrrec de GVN Releasing, mentre que a la resta de països se'n va ocupar Hannibal Pictures.

## Premissa
En Chief, un mariscal estatunidenc nascut el 4 de juliol, queda traumatitzat després de liderar agents encoberts en una incursió que surt terriblement malament. Exclòs per boig per molts, en Chief està convençut que va estar exposat a productes químics durant l'atac que estan afectant la seva ment. Els símptomes del cap inclouen la sensació d'estar envoltat o cobert de paneroles. Quan el comença a visitar el seu antic membre de l'equip, en Jonesie, tem que la ira i la inestabilitat d'en Jonesie facin mal als qui l'envolten.

## Repartiment
- Mario Van Peebles com a Chief
- William Fichtner com a Richard
- Ryan Guzman com a Jonesie
- Columbus Short com a Turell
- Dionne Warwick com a Shirley
- Laz Alonso com a Jessie
- Charles Halford com a Meth
- Eugene Cordero com a Himself
- Lane Garrison com a Merc
- Jemma Dallender com a Grace
- Brad Carter com a Shep/Stew